# Luftlande-/Lufttransportschule

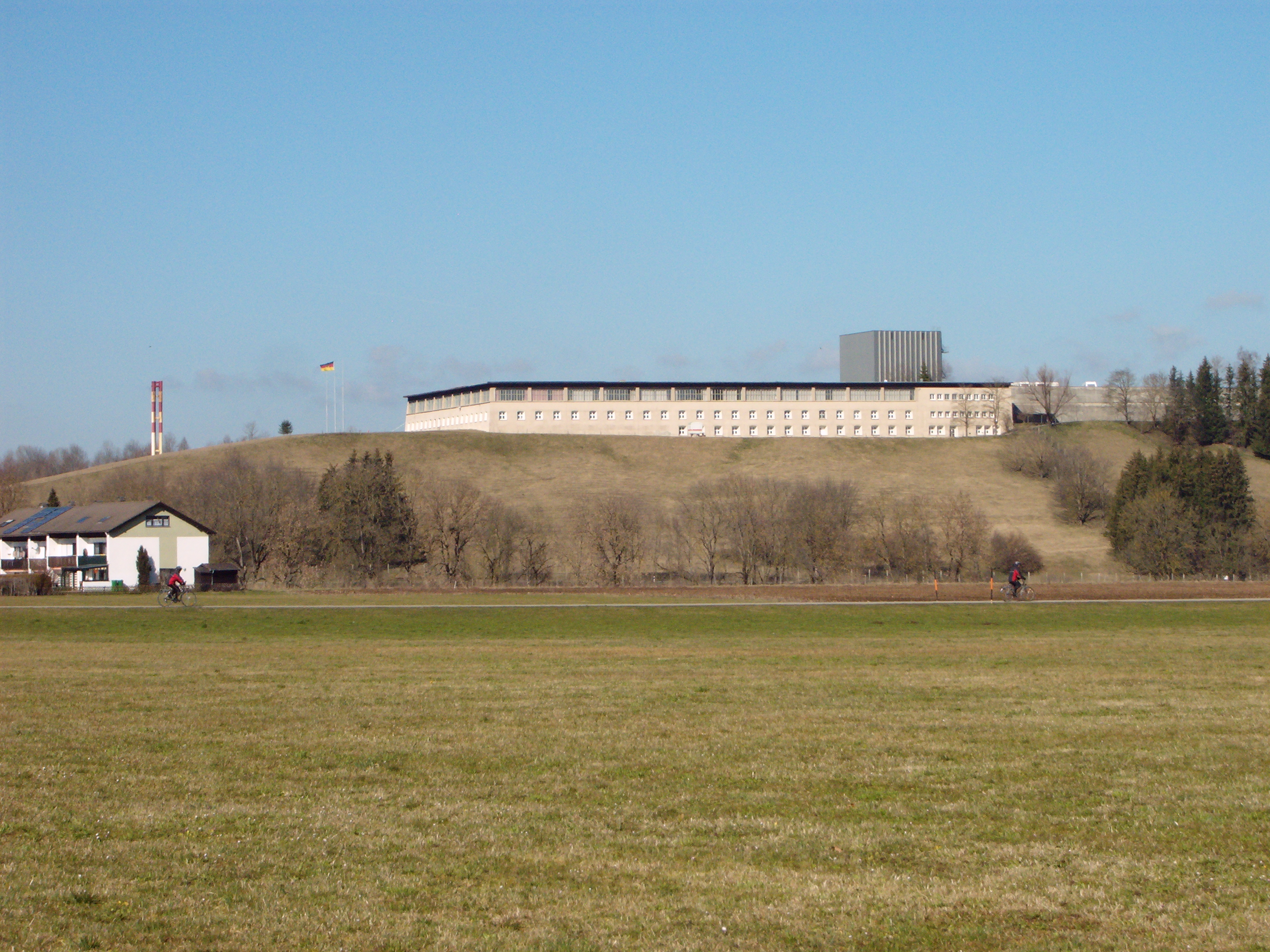
Die Franz-Josef-Strauß-Kaserne mit Luftlande-/Lufttransportschule

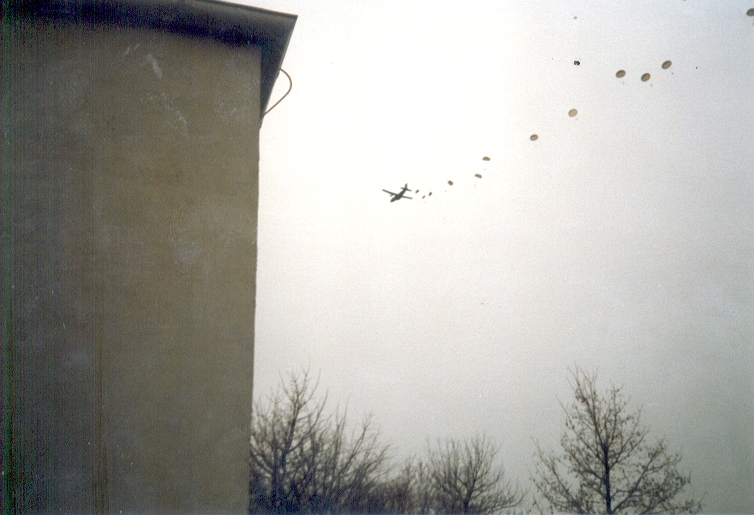
Fallschirmjäger bei einem Übungssprung

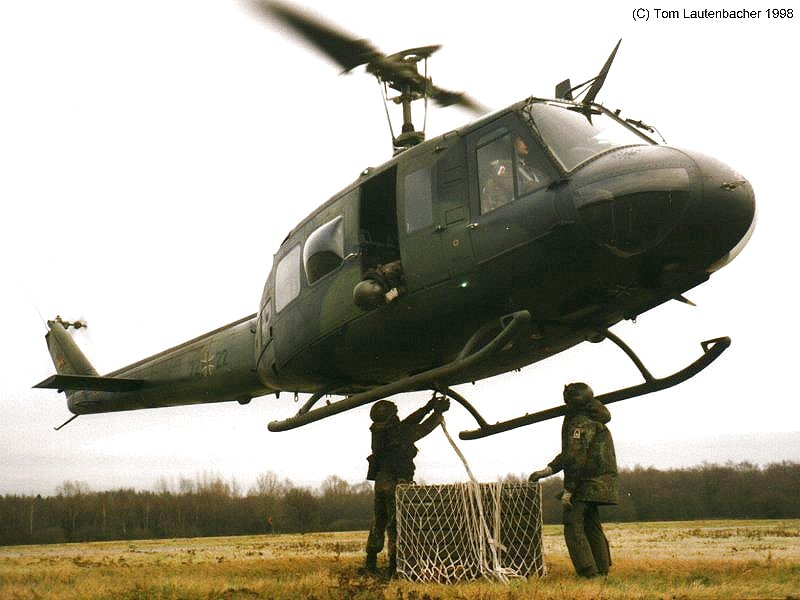
Fallschirmjäger der Bundeswehr während einer Luftverladeübung mit einem Hubschrauber des Typs Bell UH-1D

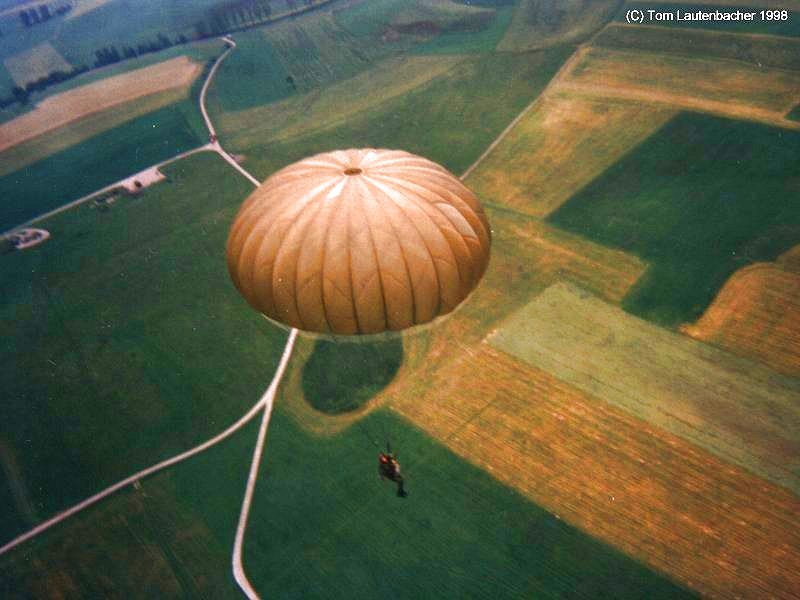
Fallschirmjäger der Bundeswehr während eines Ausbildungssprungs über Altenstadt

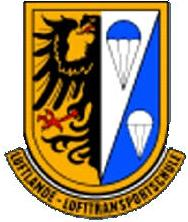
Internes Verbandsabzeichen

Die Luftlande-/Lufttransportschule (LL/LTrspS; Februar 1958 bis 31. Dezember 2015 Luftlande- und Lufttransportschule; LL/LTS; 1. Juli 2015 bis 31. März 2021 Ausbildungsstützpunkt Luftlande und Lufttransport; AusbStpLL/LTrsp), die am Heeresflugplatz Altenstadt in Oberbayern stationiert ist, ist eine der Ausbildungseinrichtungen des Heeres der Bundeswehr. Sie ist zentrale Ausbildungsstätte für das Luftlande- und Lufttransportwesen, die Fallschirmsprungausbildung und die Überlebensausbildung unter verschiedenen Bedingungen. Die Luftlande-/Lufttransportschule untersteht der Infanterieschule in Hammelburg.

## Geschichte
Im Februar 1958 wurde die Luftlande- und Lufttransportschule (LL/LTS) aufgestellt. Die Kaserne auf dem Burglachberg wurde vom Architekten Georg Werner  entworfen und im Februar 1993 nach Franz Josef Strauß benannt. Die Ausbildung des ersten Ausbildungspersonals und der ersten Fallschirmspringer der Bataillone erfolgte durch die 11. US-Luftlandedivision in Augsburg (Sheridan- und Reese-Kaserne) und am Flugplatz Gersthofen-Gablingen. Neben den Fallschirmsprunglehrgängen für automatisches Fallschirmspringen und für Military Freefall, wurden verschiedene Verwendungs- und Laufbahnlehrgänge sowie der Einzelkämpferlehrgang an der Ausbildungsstätte Sauwaldhof durchgeführt. Seit 1997 besteht eine Partnerschaft mit der französischen Fallschirmspringerschule ETAP in Pau.
Fallschirmjäger werden im automatischen Fallschirmspringen mit Rundkappenfallschirmen vom Typ T-10 ausgebildet. Die in den 1990er Jahren geplante Neueinführung der von Angehörigen der Luftlande- und Lufttransportschule entwickelten und beschafften automatischen Rundkappenfallschirme des Typs T3F mit drei Einzelrundkappen für verringerte Absetzhöhe wurde nach mehreren Unfällen eingestellt. Neu eingeführt wurde der französische Rundkappenfallschirm, mit dem die Truppe im automatischen Fallschirmsprung abgesetzt werden soll.
Spezialkräfte wie das Kommando Spezialkräfte, die Fallschirmspezialzüge der Fallschirmjägerregimenter sowie die Kampfschwimmer werden im „HAHO“ mit „Gleitfallschirmen“ ausgebildet. Mit diesem können windabhängig entferntere Ziele punktgenau angeflogen werden.
Zahlreiche Deutsche Meister, Europa- und sogar Weltmeister im Fallschirmspringen trainierten in der Sportfördergruppe an der LL/LTS und haben die Bundeswehr bei Militärsprung-Meisterschaften vertreten. Gruppenübungssprünge aus Transalls und zivilen Transport-Maschinen finden auf dem nördlich angrenzenden Absetzplatz neben dem Heeresflugplatz Altenstadt der Schule statt.
Im Schulungsgebäude befindet sich eine Schausammlung zu Einsätzen deutscher Fallschirmjäger sowie der Fallschirmjäger der Wehrmacht an verschiedenen Kriegsschauplätzen in vielen anschaulichen Miniatur-Panoramen in Glasvitrinen.
Im Rahmen der Neuausrichtung der Bundeswehr erfolgte im Herbst 2011 die Umgliederung, Umbenennung und Verlegung der Luftlande- und Lufttransportschule. Ursprünglich sollte auch eine Verlegung nach Oldenburg sowie eine Unterstellung unter das Internationale Hubschrauberausbildungszentrum erfolgen. Der Bundesrechnungshof prüfte die Verlegung nach Oldenburg auf ihre Wirtschaftlichkeit. 2015 entschied das Bundesministerium der Verteidigung, die Einrichtung nicht zu verlegen. Die Luftlande- und Lufttransportschule wurde in Ausbildungsstützpunkt Luftlande und Lufttransport umbenannt und umgegliedert sowie dem damaligen Ausbildungszentrum Infanterie unterstellt. Von der Aufstellung des Ausbildungsstützpunktes Luftlande und Lufttransport zum 1. Juli 2015 und der Auflösung der Luftlande- und Lufttransportschule zum 31. Dezember 2015 bestanden formal beide Dienststellen nebeneinander. Der Dienstposten des Leiters der Einrichtung wurde von Oberst auf Oberstleutnant herabdotiert.
Zum 1. April 2021 wurden zehn Ausbildungseinrichtungen des Heeres umbenannt und erhielten überwiegend ihre traditionellen Namen zurück. Der "Ausbildungsstützpunkt Luftlande- und Lufttransport" erhielt den Namen "Luftlande-/Lufttransportschule". Im Vergleich zum Traditionsnamen entfiel das „und“. Auch die Abkürzung ist neu (LL/LTrspS statt LL/LTS). Damit wurde die einheitliche Abkürzung „Trsp“ für Transport in der Bundeswehr berücksichtigt.

## Kommandeure
| Name                              | Beginn | Ende |
| --------------------------------- | ------ | ---- |
| Oberst Walter Gericke             | 1956   | 1962 |
| Oberst Harry Herrmann             | 1962   | 1967 |
| Oberst Alfred Genz                | 1967   | 1974 |
| Oberst Alfred Jenninger           | 1974   | 1980 |
| Oberst Karl Heinz Abele           | 1980   | 1987 |
| Oberst Ernst Richstein            | 1987   | 1990 |
| Oberst Ulrich Quante              | 1990   | 1996 |
| Oberst Fritz Zwicknagl            | 1996   | 1997 |
| Oberst Friedrich Jeschonnek       | 1997   | 1998 |
| Oberst Frank-Detlef Doerr         | 1998   | 2003 |
| Oberst Volker Bescht              | 2003   | 2005 |
| Oberst Alois Hösle                | 2005   | 2009 |
| Oberst Ferdinand Baur             | 2009   | 2014 |
| Oberst Carsten Jahnel             | 2014   | 2015 |
| Oberstleutnant Christian Schoebel | 2015   | 2018 |
| Oberstleutnant Udo Francke        | 2018   | 2021 |
| Oberstleutnant Martin Holle       | 2021   |      |

## Waffensysteme und Ausrüstung
- Gleitfallschirmsystem
- ESK Mungo
- Wiesel 1

## Verbandsabzeichen
Das Verbandsabzeichen zeigt ähnlich wie alle Abzeichen der Truppenschulen zwei gekreuzte Schwerter auf rotem Grund. Darüber hinaus signalisiert ein „S“, dass es sich um eine Schule des Heeres handelt. Das Abzeichen ist grün-schwarz geflochten umrandet. Grün entspricht der Waffenfarbe der Infanterie.
Das interne Verbandsabzeichen zeigt im heraldisch rechten Teil des gotischen Wappenschildes eine Hälfte des Bundesadlers und im linken Wappenteil zwei aufgespannte Fallschirme auf zwei stilisierten weiß-blauen bayrischen Rauten als Symbol für den Standort.